# Cá lúi sọc
Cá lúi sọc (Danh pháp khoa học: Osteochilus microcephalus) là một loài cá nước ngọt thuộc họ Cá chép (Cyprinidae), có thân hình cỡ vừa, mình dày và hơi tròn, lưng màu đen.

## Phân bố
Cá lúi sọc phân bố rộng trong khu vực Đông Nam Á, từ hạ lưu sông Mê Kông (Campuchia (Tonle Sap và các chi lưu của sông Mê Kông, bao gồm cả sông Srêpốk), Lào (từ thác Khone về phía nam), Thái Lan và Việt Nam) tới lưu vực Salween, Mae Klong và Chao Praya ở Thái Lan (Vidthayanon et al. 1997), tới Indonesia (Sumatra và Kalimantan), Malaysia (Sarawak và Malaysia bán đảo) và Brunei Darussalam.
Sinh sống trong khu vực từ các con sông suối cao nguyên tới các con sông vùng đất thấp và đầm lầy than bùn. Tìm thấy trong nhiều loại môi trường sống nhưng chủ yếu trong vùng nước chảy chậm và đục. Sống ở vùng nước từ giữa tới đáy trong sông, suối, kênh mương, đầm lầy. Di chuyển vào vùng đất rừng và đồng cỏ bị ngập nước trong mùa lũ. Khi nước rút thì trở về sông, với số lượng đông nhất xuất hiện từ tháng 12 năm trước tới tháng 2 năm sau. Được sử dụng để làm món prahoc ở Campuchia.
Tại Việt Nam, cá lúi sọc sinh sống ở những con sông, suối dọc miền Trung Việt Nam. Loại cá này đặc biệt chỉ có ở sông Côn (Bình Định), sông Ba (Gia Lai) và thường xuất hiện nhiều vào những tháng mùa hè oi bức của miền Trung.

## Đặc điểm
Loại cá này sinh sản nhanh và sống từng đàn, nhưng con lớn nhất cũng thường chỉ bằng độ hai ngón tay, nhỏ thì bằng ngón tay cái, vảy cũng đều sáng bóng. Cá lúi mẹ to đến hai ba ngón tay, con nào cũng mập, mỡ nhiều, bụng đầy trứng. Cá lúi ở suối là mập, xương mềm, thịt thơm, ngọt và xương có vị chát.
Khi đến mùa sinh sản, cá có đặc điểm là từng đàn cá dưới sông cái theo dòng nước chảy trở ngược về đầu nguồn, lên những dòng suối có nhiều thác ghềnh tìm nơi trú ẩn rồi chuẩn bị mùa đẻ trứng. Hằng năm cứ đến đầu mùa nước lũ lên, thì cá lúi mẹ từ trên nguồn xuôi theo con nước xuống đẻ trứng. Đến giữa tháng 11, đầu tháng 12 âm lịch là hết mùa lũ, nước sông trong xanh là cá lúi con theo dòng nước đi ngược lên nguồn nên gọi là cá lúi lên, từng đàn cá dày đặc như tấm chiếu trải.

## Chế biến
Cá lúi sọc là loài đặc sản có giá trị chế biến nhiều món ngon người ở quê không nấu nướng mà thường làm những món dân dã, như cá lúi nấu với rau răm, kho với gừng, kho nghệ, nấu canh rau mương, nấu chua lá giang, nướng dầm nước mắm, cá lúi nướng ăn với rau thơm, cá lúi um nghệ... Tương truyền rằng, chính loại cá này là một trong những loại dược phẩm giúp nghĩa quân Tây Sơn có những ngày đêm hành quân thần tốc để đánh đuổi quân Mãn Thanh.
Đối với món cá lúi suối nướng, không nhất thiết phải làm ruột, không nạo vảy, không ướp bất kỳ gia vị nào mà chỉ cần rửa sơ bằng nước suối, đem nẹp thành từng ghim hoặc từng kẹp rồi nướng đều trên lửa than hồng. Giữ độ nóng vừa phải, tránh cháy sém cá sẽ mất ngon. Cá nướng thường được ăn kèm với các loại rau thơm, rau chuối thái nhỏ, và cơm.